# Braunsdorf (Spreenhagen)
Braunsdorf è una frazione del comune tedesco di Spreenhagen.